# Emili Salut Payà
Emili Salut i Payà (Barcelona, 13 de noviembre de 1918 - 16 de mayo de 1982) fue un compositor y trompetista español.

## Biografía
Emili Salut se crio en un entorno familiar que propició su interés y acercamiento hacia el mundo musical. Su madre le enseñó a tocar la cítara. Su hermano, Antoni Salut Payà, también fue compositor y trabajó en una fábrica de pianos, encargándose del montaje, afinación y reparación de los mismos. Emili cursó sus estudios musicales en la Escuela Municipal de Música de Barcelona, donde recibió clases de solfeo con los profesores Argelogues y Joan Balcells, fundador delOrfeó Gracienc. Estudió violín con los maestros Sainz de la Maza y Costa y piano con Joseph Climent, de quien recibió una sólida formación estética musical. El estudio de estos instrumentos estaba enfocado a conseguir un conocimiento más profundo orientado a la composición musical, su verdadera pasión. Más tarde se interesó por la trompeta, razón por la cual asistió a clases con el maestro Lluís Rovira. Debido a su rápido progreso con el instrumento, pronto comenzó a formar parte de diversos conjuntos instrumentales con los que va tocar en el Paralelo hasta 1936, debido al comienzo de la Guerra Civil. En sus memorias, Salut describe este momento con detalle:

El día que estalló la maldita guerra, yo me encontraba subido en una tarima tocando, con la orquesta foberians, un solo de trompeta; no he olvidado nunca del número que estábamos tocando: se titulaba "Temptation Rag". La radio interrumpió nuestra actuación en el Café-Bar "Rosales" del Paralelo, haciéndonos saber el comienzo de la Guerra Civil.

En 1939, después de vivir los bombardeos de la Batalla del Ebro, Salut se marchó a la URSS para estudiar piloto de aviación. Entre 1940 y 1941, entró a formar parte de la Orquesta Mijail Lipski, realizando actuaciones en el restaurante y cine Metropol de Moscou y en el Palacio de mármol de Leningrado. Debido a la invasión alemana de la Unión Soviética en 1941, durante la Segunda Guerra Mundial, Salut, junto con otros pilotos de aviación, solicitaron poder abandonar el país. Con la negativa de las autoridades fueron internados en diferentes prisiones y campos de concentración rusos durante ocho años, entre 1941 y 1949. Durante este tiempo continuó desarrollando la práctica musical, realizando conciertos con otros músicos recluidos, incluso, dentro de los campos. Cuando salió del último, continuó estudiando música, con los consejos del director del Conservatorio de Odessa, el señor Konstantin Féodorovich Dánkevich.
Retornó a la vida musical, trabajando, entre 1951 y 1956, como director de la orquesta del Gran Circo Moscovita, en la URSS. Con ésta realizó diferentes giras por varias ciudades de la Unión Soviética. Fue en esta época cuando contrajo matrimonio civil con su primera mujer, Isida Filippova. En 1951 nacieron sus hijas Francesca y Violeta.
En diciembre de 1957 pudo volver finalmente a España, como repatriado, después de más de quince años. Vivió, este primer año, en Madrid, con su mujer y sus hijas, trabajando en Radio Nacional de España. En el invierno de 1958 se separó de su mujer. Ese mismo año participó como director de orquesta en la película La violetera, protagonizada por Sara Montiel.
En 1959 se trasladó a vivir a Barcelona, donde trabajó como crítico musical en Radio Juventud de Barcelona, presentando el programa de información artística "Metrònom". Posteriormente, en 1964, contrajo segundes nupcias, por la Iglesia Evangélica, con Francesca Bertrán Bertrán. A consecuencia de una reestructuración de plantilla, dejó la Radio, pasando a trabajar como profesor de ruso en la Academia Assimil de Rambla Cataluña.
Salut, gracias a la admiración que profesaba su madre por las danzas y canciones de Cuba, estuvo muy influenciado por este tipo de música. Así, en 1976 entregó personalmente a la bailarina cubana Alicia Alonso su obra Canción y danza, Op. 41, dedicada al pueblo cubano.
Entre los años 1977 y 1978 residió a Finlandia y Noruega por motivos profesionales y docentes. El retorno, más adelante, fue debido a problemas de salud y le hizo volver a impartir clases en la Acadèmia Assimil. En 1979 sufrió un infart. Murió súbitamente el 16 de mayo de 1982, cuando se disponía a salir de paseo.

## Obra

### Música de cámara
- Colección de seis Cànons a 4 y 2 voces, Op. 8 (1953 - 1976), para cuerda
- Guerras civiles de Granada, Op. 13 (1957), para violín y piano
- Solo de concierto, para voz, violín y piano

### Canto y piano
- Agraint un clavell (1982)
- Invierno (1946), compuesto en el campo de concentración
- Recuerdos, recuerdos del campo de concentración

### Piano
- Canone, Op. 53 (1980)
- Elegie, Op. 36 (1940)
- Estudi núm. 1: Satànic (1953)
- Preludio, Op. 53 (1976)
- Recoup, Op. 35 (1970)
- Romanza (1947)
- Sonata núm. 1 (1947)
- 12 Valsos per a piano, Op. 15 (1945 - 1971)

### Órgano
- Fugueta, d'introducció i comiat per a una cerimònia nupcial, Op. 25

### Coro
- Canción Yalta, Op. 9, texto en rus
- El cargol, Op. 1 (1978)

### Cobla
- Els brivalls del barri, Op. 3 (1965), sardana para cor y cobla
- El cargol, Op. 3 (1979), para coro y cobla
- En Pere Gallarí, Op. 3 (1976), para coro y cobla
- Un pont de cobre l'altre, Op. 3 (1963), para coro y cobla
- Remei, Op. 3 (1962), para coro y cobla
- La vall, Op. 3 (1965), para coro y cobla

### Orquesta
- Introducció i comiat per a una cerimònia nupcial, Op. 25 (1963)
- Kalinka, Op. 48
- Retaule nadalench, Op. 39 (1962)
- Romanza, Op. 49 (1962)
- Rondó per al tema de Krasnii sarafan, Op. 47
- Santa Eulària, esbós poemàtich (1976)
- Suite amussette, Op. 35
- Suite Tártara núm. 3 (1953)
- Tonadilla y Copla, Op. 42 (1969), dedicada al pueblo ruso. Se desconoce la localización de esta obra, ya que la persona que la tenía que entregar a la Orquesta Sinfónica de Moscú (la destinataria original) no lo hizo.

### Banda
- Retaule nadalench, Op. 39 (1962)

### Ballet
- El Circo, suite para orquesta sinfónica
- Suite lirique, Op. 11
- Werther, Op. 16 (1950 - 1978)

### Arreglos
- Jota aragonesa, de Glimka, instrumentada para banda (1962), por encargo del músico Joan Pich i Santasusana
- Ave Maria, de Franz Schubert, instrumentada para solista, coro y orquesta

### Jazz
- Abschor lied
- Aufwiedersehen
- Foxbrush, foxtrot (1947)
- Stormbound
- Foxtrot
- Glaspliter, intermezzo
- Ich will das immer Frühling sein soll
- A little house on Michigan Sea
- Mutter liebe
- Sombrero cordobés (1947)

#### Arreglos de jazz
- Love is a many-splendored thing, de Sammy Fain, arreglo para trompeta
- La sombra de tu sonrisa, de J. Mandel i P. Webster, arreglo para trompeta
- Blue Skies, arreglo para piano

## Fondo personal
El 20 de febrero de 2001, les hijas de Emili Salut Payà, Francesca y Violeta Salut Filippova, donaron diferentes documentos del compositor a la Biblioteca de Cataluña. Se identifican con los topográficos M 4900 a M 4948. La entrega del fondo se hizo en dos fases: el primero en marzo de 2001, por parte de las hijas del compositor, y el segundo, por parte de su viuda, la Sra. Francesca Bertrán Bertrán, en septiembre del mismo año.